# Кулак-Кучес
Кула́к-Куче́с (рос. Кулак-Кучес) — присілок у складі Шарканського району Удмуртії, Росія.

## Населення
Населення — 114 осіб (2010; 138 у 2002).
Національний склад станом на 2002:
- удмурти — 99 %

## Урбаноніми[3]
- вулиці — Центральна